# Enrique Mantero Belard
Enrique Mantero Belard, foi um bem-sucedido empresário e filantropo do século XX, gestor da grande sociedade empresarial do seu pai, construída a pulso nas roças de cacau de São Tomé e Príncipe pelos seus antepassados desde o século XIX. Em testamento deixa uma fortuna considerável em prol da sociedade portuguesa.

## Biografia
Enrique Mantero Belard (Lisboa, 18 de dezembro de 1903 — Lisboa, 26 de Maio de 1974), filho de D. Francisco de Asis Diego José Maria del Rosário Mantero y Velarde (1853-1928), conhecido como Francisco Mantero e de sua mulher D. Maria Amélia Muller Belard (1870-1952). É descendente por via paterna e materna de uma das mais antigas famílias das Astúrias, os Velarde, como também de um ramo nobre genovés, os Mantero. 
Enrique é o sexto filho de sete irmãos, e passou grande parte da sua infância na casa principal dos seus pais a Quinta dos Lilases e Quinta das Conchas, no Lumiar, lugar onde o pai Francisco Mantero dedicou grande parte do seu tempo na ampliação e aperfeiçoamento deste espaço. No presente, ambas as Quintas são propriedade da Câmara Municipal de Lisboa, sendo de usufruto público mantendo as características de parque arborizado. 
Estudante de Engenharia da Universidade de Cambridge, abandona o curso quando recebe a notícia da morte do pai, regressando a Lisboa para envergar o traje de administrador dos negócios da família. Tinha então 25 anos e um passado de formação rigoroso adquirida além-fronteiras. À data na Universidade de Cambridge e, antes disso, no Colégio jesuíta de S. Miguel em Madrid onde concluirá os primeiros estudos e passara parte significativa da sua infância. 
Não foi apenas Enrique que beneficiou desta prática de formação académica nas mais reputadas capitais da Europa. Francisco Mantero iniciava os descendentes, desde a mais tenra idade, nas lides de uma aprimorada educação conseguida nos prestigiados colégios e faculdades existentes na altura à escala internacional. Assim aconteceu com os cinco filhos varões, já que as duas filhas receberam formação em casa, ministradas por professoras particulares residentes, tal como estipulavam os preceitos da época. A título de curiosidade, o seu irmão Carlos foi o primeiro português licenciado pela Universidade de Columbia (Nova Iorque), e o único que desempenhou as altas funções de presidente da Câmara de Comércio Internacional, em Paris. 
Enrique Mantero Belard assume posição dianteira na Sociedade Comercial Francisco Mantero, criada pelo pai em 1916. O escritório da empresa de importação e exportação dos produtos oriundos das roças de São Tomé e Príncipe, com sede no número 26 da Rua de S. Nicolau, na Baixa lisboeta, passa a ser um cenário quotidiano. Passados três anos do seu regresso da Universidade em Inglaterra, Enrique celebra casamento de primeiras núpcias com Gertrudes Eduarda Verdades de Faria, descendente de uma família de diplomatas e de gente da cultura. Ele tinha 28 anos, ela somava 26. O casal era apaixonado por viagens ao estrangeiro, chegando a ir de carro ou avião a Espanha, Inglaterra, Dinamarca, Suíça, Irlanda, Suécia, entre outros países por mencionar. Do foro cultural a visita a museus e palácios era recorrente, assim como o gosto pela arte que passava pela música, pintura ou escultura. Eram apreciadores de ópera, marcando com regularidade presença no S. Carlos. 
Em 1942, o casal Faria Mantero adquire a Torre de S. Patrício, casa situada no Monte Estoril, e em 1955 outra casa apalaçada no Restelo. Enrique foi sempre pontual, um dedicado trabalhador, sendo dos primeiros a chegar ao escritório e dos últimos a sair, tinha na leitura uma paixão tal como no ténis, modalidade que praticava ao fim de semana no Estoril. 
A 10 de Junho de 1967, Enrique Mantero Belard é confrontado com a perda da mulher, vítima de um enfarte do miocárdio. Desde então abandona definitivamente a actividade comercial, jamais regressando à vida no escritório que se torna uma realidade insignificante face à magnitude da dor sentida.
Enrique Mantero Belard morre a 26 de Maio de 1974, vítima de um enfarte, tal como a mulher. É enterrado junto à mulher, no jazigo da família Verdades de Faria.
"Da mesma forma que o dia só se revela luminoso depois da obscuridade da noite, assim eram Gertrudes e Enrique Mantero Belard numa complementaridade irrepreensível para ajudar o próximo, gesto para o qual estavam ambos disponíveis."
- Ana Gomes, autora da obra Enrique Mantero Belard

## Legado de Enrique Mantero Belard

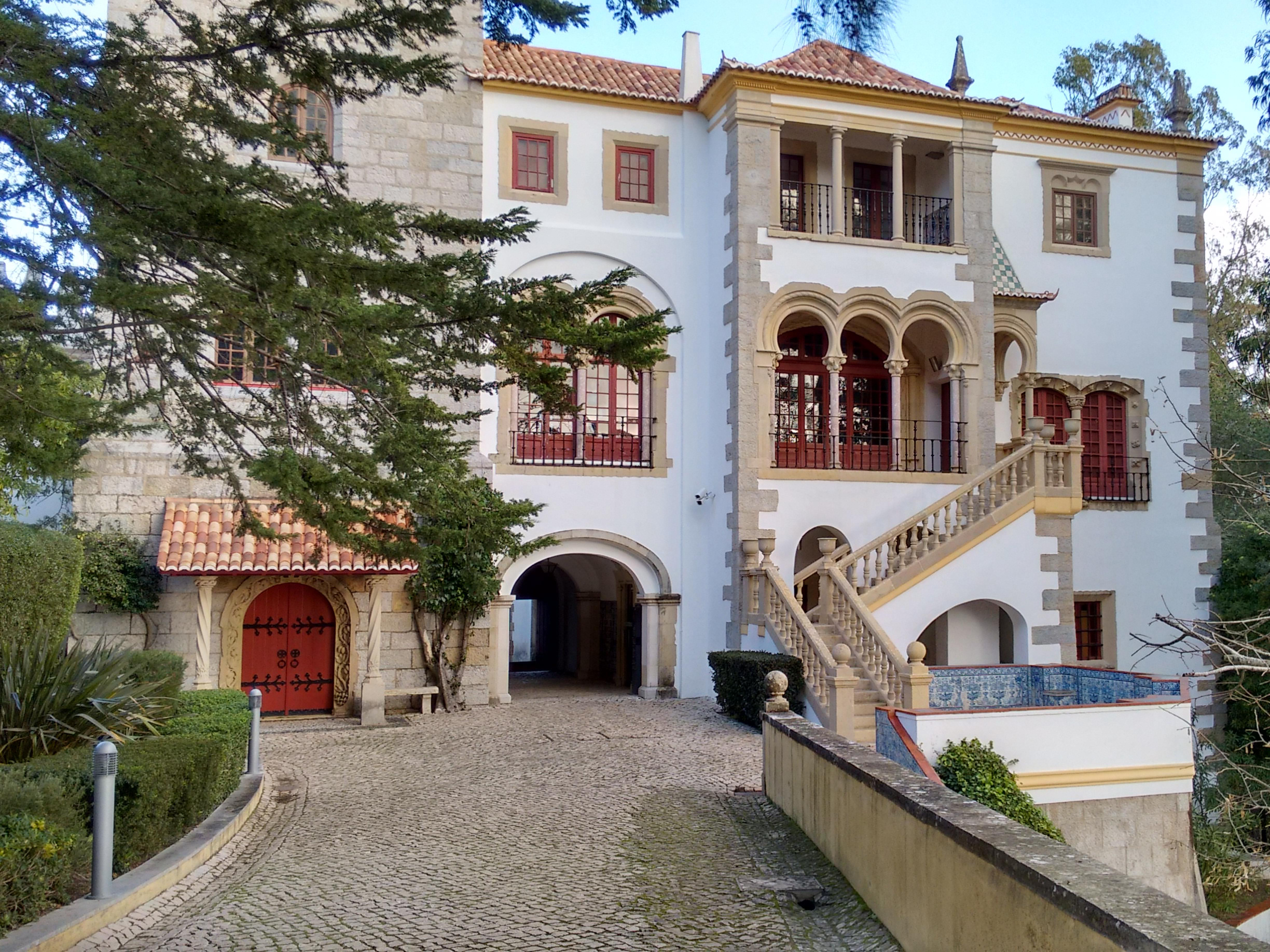
Museu da Música Portuguesa / Casa Verdades de Faria

A memória do casal Faria Mantero não se extinguiu depois das suas mortes. Pelo contrário, ganhou relevância quando no dia 7 de junho de 1974 é aberto o testamento cerrado até então guardado num cofre bancário em nome de Enrique Mantero Belard. O destacado empresário, revela-se como um dos últimos grandes beneméritos públicos. 
São as artes e cultura portuguesa que saem enriquecidas de forma excepcional e inovadora com o legado determinado para a casa da Praça de Diu, no Restelo, outrora residência do benemérito. A aceitação desta valiosa dádiva tinha por condição a morada ser utilizada como lar ou residência ou casa de repouso para pessoas idosas, cultas, de mérito e necessitadas, modalidade de assistência especifica até à data jamais praticada em território nacional. É baptizada com o nome de Residência Faria Mantero, estando o projecto a cargo da Misericórdia de Lisboa depois da Fundação Calouste Gulbenkian o ter transmitido para a Santa Casa. 
A cultura nacional é ainda favorecida com a criação de um novo museu a albergar na Torre de São Patrício, no Monte Estoril, outra das residências do casal Mantero Belard. É aqui que a Câmara de Cascais irá inaugurar o Museu da Música Portuguesa - Casa Verdades de Faria. 
Deixa parte do seu espólio a 27 pessoas, entre elas, sobrinhos, sobrinhos netos, afilhados, primos, criados e funcionários ao seu serviço, todos foram contemplados no extensivo testamento de Enrique. É destacável a atribuição de 70% do imenso remanescente da sua fortuna à Santa Casa da Misericórdia de Lisboa. É também importante referir a consideração à Cruz Vermelha Portuguesa como beneficiária, atribuindo 20% do remanescente da sua herança. Um direito a usufruir na condição de que metade do valor fosse revertido a vítimas de cataclismos ou distúrbios, e a outra metade a ajudar a habitação de pessoas muito pobres. Os restantes 10% do remanescente é dado ao Estado, com o compromisso do desenvolvimento da modalidade desportiva do ténis, e onde fosse associado o nome do seu irmão Artur, praticante e apaixonado pela modalidade. A título de curiosidade no Inventário de bens e valores adjudicados à Santa Casa da Misericórdia de Lisboa, entre barras de ouro, imóveis, papeis de crédito (em Inglaterra, EUA, Suíça, Espanha e Portugal), entre outros, é somada uma quantia total de 692.919.853$ (escudos) que em 1967 - ano em que o testamento foi redigido - seria equivalente a 250 milhões de euros actuais (Pordata). 

## Prémios Mantero Belard & Nunes Corrêa Verdades de Faria
Actualmente a Santa Casa atribuí dois prémios que evocam o legado filantrópico de Enrique Mantero Belard.
"O Prémio Mantero Belard, de 200 mil euros, tem como objetivo reconhecer e dinamizar a investigação científica ou clínica desenvolvida no âmbito das doenças neurodegenerativas associadas ao envelhecimento, como a Doença de Parkinson e a Doença de Alzheimer, possibilitando o surgimento de novas estratégias no tratamento e restabelecimento das funções neurológicas" (texto retirado da página da Santa Casa da Misericórdia de Lisboa).
"Os Prémios Nunes Corrêa Verdades de Faria, criados em 1987, cumprem a vontade expressa em testamento por Mantero Belard. São entregues, anualmente, a pessoas de qualquer nacionalidade que, em Portugal, tenham contribuído, pelo seu esforço, trabalho ou estudos, nos três âmbitos definidos pelo benemérito: cuidado e carinho dispensados aos idosos desprotegidos; progresso da medicina na sua aplicação às pessoas idosas; progresso no tratamento das doenças do coração. O valor de cada prémio é de € 12.500,00 (doze mil e quinhentos euros) e as candidaturas são apreciadas por um júri composto por personalidades de reconhecido mérito no âmbito da segurança social e da saúde e presidido pelo provedor da Santa Casa da Misericórdia de Lisboa" (texto retirado da página da Santa Casa da Misericórdia de Lisboa).